# Long Way Down
Long Way Down ist der Titel einer Fernsehserie über eine Motorradreise, die Ewan McGregor und Charley Boorman im Jahr 2007 unternommen haben. Sie trat die Nachfolge von Long Way Round im Jahr 2004 an. Eine dritte Reise fand Ende 2019 zwischen Argentinien und Los Angeles statt und wurde unter dem Titel Long Way Up veröffentlicht. 2025 kam eine vierte Reise, diesmal in Europa, unter dem Titel Long Way Home hinzu.

## Reise
Diese Reise führte die beiden Abenteurer über 24.000 km von John o’ Groats in Schottland nach Kapstadt in Südafrika. Die Reise startete am 12. Mai 2007 und führte zunächst durch Schottland, England, Frankreich und schließlich Italien. Dort stiegen sie am 20. Mai auf die Fähre nach Tunesien.
Auf der Fähre erreichte sie die Nachricht, dass die Regierung von Libyen die Einreise für die amerikanischen Team-Mitglieder untersagte. Nach der Durchquerung Tunesiens reiste das nun dezimierte Team innerhalb von fünf Tagen durch Libyen. Der Rest, der nicht einreisen durfte, reiste per Flugzeug nach Kairo und komplettierte das Team an der libysch-ägyptischen Grenze wieder.
In Ägypten besuchten sie die Pyramiden und befuhren zum ersten Mal sandiges Gelände. Dort traten auch die ersten Probleme mit den Motorrädern auf. Bei McGregors Motorrad brach die hintere Federung, und Claudio von Planta stürzte mehrere Male. Dieser Teil der Strecke wurde unter großem Zeitdruck zurückgelegt, da die Einreise in den Sudan nur von Assuan aus per Fähre über den Nassersee möglich war und diese Fähre nur einmal pro Woche verkehrt.
Über den Sudan ging es weiter nach Äthiopien. Dort besuchten sie im Auftrag der UNICEF Schulen, in denen sie Hefte mit Stiften verteilten.
Nachdem sie Äthiopien verlassen hatten und in Kenia ankamen, benötigten sie besonderen Schutz durch bewaffnete Begleiter, da sich auf der Straße, auf der sie fuhren, immer wieder Überfälle auf Ausländer ereigneten. Sie durchquerten in den Folgetagen Kenia, Uganda, Ruanda und Tansania. Als sie danach die Grenze zu Malawi erreichten, stieß Eve, die Frau von Ewan McGregor, zu den beiden Weltenbummlern hinzu. Nach anfänglichen Schwierigkeiten mit dem Handling des Motorrads und einigen Stürzen konnte sie Schritt halten und fuhr zusammen mit ihrem Mann und Boorman einige Etappen. Nach einigen Tagen verließ Eve McGregor die beiden wieder. 
Ewan McGregor und Boorman setzten ihre Reise durch Botswana und Namibia fort. Dort erreichten sie die südwestafrikanische Küste und machten sie sich auf die letzte Etappe.
Als sie in Südafrika ankamen, kam es noch zu einem glimpflich verlaufenen Unfall zwischen Charley Boorman und Claudio von Planta.
Die finale Etappe ging vom Kap Agulhas, dem südlichsten Punkt Afrikas, nach Kapstadt. Dort endete am 5. August 2007 die Reise.

## Ausrüstung
Für die Reise wandten sie sich, wie schon bei Long Way Round, an BMW. Ihnen wurde das damals neuste Offroadmotorrad, die R 1200 GS Adventure, zur Verfügung gestellt.
Ausrüstung und Crew wurden in zwei Nissan Patrol durch Afrika transportiert.

## Trivia
Die genaue Route kann über die offizielle BBC-Homepage eingesehen werden.
Die TV-Serie wurde wieder, wie schon bei Long Way Round, von Russ Malkin und David Alexanian produziert. Für den Schnitt war Eddie Hamilton verantwortlich.
Das erste Lied, das vorab von dem Projekt Big Blue Ball von Peter Gabriel und Karl Wallinger heraus veröffentlicht wurde, war Whole Thing, das auf dem Soundtrack-Album für die TV-Serie Long Way Down enthalten war. Das Weltmusik-Kompilations-Albums Big Blue Ball, das in den Sommern der Jahre 1991, 1992 und 1995 in den Real World Studios aufgenommen wurde, erschien erst 2008.